# José Ledesma
José Gregorio Ledesma Narváez (* 2. September 1958 in Arroyos y Esteros, Departamento Cordillera) ist ein paraguayischer Politiker der Authentischen Radikal-Liberalen Partei PLRA (Partido Liberal Radical Auténtico), der unter anderem unter anderem zwischen 2013 und 2018 Mitglied der Abgeordnetenkammer (Cámara de Diputados) war und seit 2018 Mitglied des Senats (Senado de Paraguay) ist. Er ist seit 2019 auch Vorsitzender der PLRA-Fraktion im Senat.

## Leben
José Gregorio Ledesma Narváez besuchte zwischen 1966 und 1971 die Escuela Presbítero Fidel Maiz sowie von 1972 bis 1978 das Colegio Nacional Padre Fidel Maiz in Arroyos y Esteros und war danach als Landwirt tätig. Daneben begann er sein politisches Engagement für die Authentische Radikal-Liberale Partei PLRA (Partido Liberal Radical Auténtico) in der Kommunalpolitik und war zwischen 1991 und 1995 Mitglied des Stadtrates (Consejo Municipal) von San Estanislao, mit über 55.000 Einwohnern die größte Stadt im Departamento San Pedro, sowie zugleich von 1993 bis 1996 Mitglied des Stadtrates von Guayaibí. Daraufhin war er zwischen 1998 und 2003 Mitglied des Consejo Departamental, des Rates des Departamento San Pedro, und fungierte 2000 als dessen Vorsitzender. Während dieser Zeit gehörte er von 1998 bis 2003 auch dem Beratungsausschuss der Regierung des Departamento San Pedro an. Er bekleidete des Weiteren von 2001 bis 2005 sowie erneut zwischen 2006 und 2010 den Posten als Bürgermeister (Intendente Municipal) von Guayaibí und ferner von 2008 bis 2013 als Gouverneur des Departamento San Pedro.
José Ledesma, der zwischen 2010 und 2013 Mitglied des Vorstandes der Authentischen Radikal-Liberalen Partei PLRA (Partido Liberal Radical Auténtico) war, wurde bei der Parlamentswahl 2013 für das Departamento San Pedro zum Mitglied der Abgeordnetenkammer (Cámara de Diputados) gewählt, dem Unterhaus des Nationalkongresses (Congreso Nacional de la República del Paraguay). Dort war Carlos Alfredo Pérez Figueredo sein Stellvertreter (Supleante). Er war ferner zwischen 2016 und 2021 Präsident des PLRA.
Bei der darauf folgenden Parlamentswahl am 22. April 2018 wurde er zum Mitglied des Senats (Senado de Paraguay) gewählt, dem Oberhaus des Nationalkongresses. Er ist seit 2019 auch Vorsitzender der PLRA-Fraktion im Senat. Während seiner ersten Legislaturperiode im Senat war er unter anderem zwischen 2018 und 2019 sowie erneut von 2020 bis 2023 Präsident des Ausschusses für soziale Entwicklung (Comisión de Desarrollo Social), nachdem er zwischen 2019 und 2020 Vizepräsident dieses Ausschusses war. Des Weiteren war er von 2018 bis 2019 und abermals von 2020 bis 2023 Vizepräsident des Ausschusses für Menschenrechte (Comisión de Derechos Humanos). Ferner war er in der Sitzungsperiode 2022/2023 noch zeitgleich Vizepräsident der Ausschüsse für Departements-, Kommunal-, Bezirks- und Regionalangelegenheiten (Comisión de Asuntos Departamentales, Municipales, Distritales y Regionales), für Überwachung und Kontrolle des Schmuggels von Obst und Gemüse sowie Industrieprodukten (Comisión de Seguimiento y Control del Contrabando de Productos Frutihortícolas e Industrializados), für Agrarreform und ländliche Wohlfahrt (Comisión de Reforma Agraria y Bienestar Rural) sowie für Petitionen, Befugnisse und Vorschriften (Comisión de Peticiones, Poderes y Reglamentos). Ferner war er zwischen 2018 und 2019 sowie abermals von 2021 bis 2022 Berichterstatter des Ausschusses für Departements-, Kommunal-, Bezirks- und Regionalangelegenheiten sowie zwischenzeitlich von 2020 bis 2021 Berichterstatter im Ausschuss für Agrarreform und ländliche Wohlfahrt.
Bei der Parlamentswahl am 30. April 2023 wurde er für den Partido Liberal Radical Auténtico abermals für eine fünfjährige Legislaturperiode zum Mitglied des Senats gewählt. Er ist weiterhin als Líder de Bancada Vorsitzender der PLRA-Fraktion und in der Sitzungsperiode 2023/2024 sowohl Vizepräsident des Ausschusses für Departements-, Kommunal-, Bezirks- und Regionalangelegenheiten als auch Berichterstatter im für Überwachung und Kontrolle des Schmuggels von Obst und Gemüse sowie Industrieprodukten.